# Mengli Sulduz
Mengli Bugha Sulduz, Mengheli Bughai Sulduz o Munguli Bughai Sulduz, fou un amir dels Sulduz de la zona de Balkh i Bakelan. Des de 1367 va estar aliat a Tamerlà i el va servir en algunes campanyes.
Els sulduz de la regió de Balkh anaven manats per l'amir Oljai Bugha Sulduz. El 1360 va abandonar la regió i va marxar al Badakhxan; no se sap que va passar però els sulduz van tornar perquè tornen a aparèixer a la zona el 1364 en que s'esmenta al seu tuman a la regió de Balkh, quan l'amir era probablement Mengli Bugha Sulduz, que tenia seu a la fortalesa d'Uljau i era probablement fill (o germà) d'Oljai Bugha.
Durant l'exili de Tamerlà, el 1364, es va reunir altre cop amb Husayn (que s'havia separat temporalment del grup). Tamerlà li va explicar que pretenia apoderar-se de la fortalesa d'Olaju (Olarchu) que tenia com a comandant a Munguli (o Mengheli) Bughai Selduz, on deixaria els materials i llavors atacaria sobtadament a l'exèrcit jat. Esperava que Munguli se li uniria ja que era un antic amic de Shir Bahram Khuttalani i per això li va enviar a aquest a convèncer-lo però el comandant va rebutjar canviar de bàndol ja que també era un antic amic d'Ilies Khoja el virrei mogol (fill del Khan Tughluq Timur) i no li podia ser deslleial. No obstant 300 homes de la guarnició que pertanyien a la subtribu karauna dels Dulan Jawun (basada a Khulm), que antigament havia estat al servei de Qazaghan i de Timur, van sortir fora i es va unir a l'exèrcit que s'estava formant. Munguli aleshores, va abandonar el fort i va fugir. >
Munguli Bughai Selduz, després d'abandonar la fortalesa d'Olaju, juntament amb Abu Said ibn Taisu i Hyder Indekhudy (Ankhondy), s'havia ofert a Ilies per anar a buscar a Tamerlà i a Amir Husayn i portar-los lligats davant el virrei. Ilies els va autoritzar i els va donar 6000 cavallers i la promesa de governar cadascun un país. Els soldats es van dedicar a saquejar la rodalia de Tirmidh (Termez) i després van anar cap a Balkh on encara es van portar pitjor; les hordes i tribus de la zona van fugir i es van anar a unir en massa a Timur. Al cap de tres dies, a primera hora del matí, els tres caps al servei dels jats, amb els seus sis mil homes, van arribar a la riba del riu (que Yazdi assenyala com el Abysiah), davant del campament enemic però amb el riu enmig de manera que no podien atacar-se ja que no es podia creuar i la distància era llarga per les fletxes. Timur va enviar a Timur Khoja, un bon orador, i els va proposar restaurar l'amistat; que l'objectiu (captura de Timur i Husayn i captura de Shadman i Balkh) comportaria la mort de centenars o milers d'homes per lo que calia evitar la lluita ; i també els va recordar que els jat no hi serien sempre mentre que els naturals del país haurien de viure junts. Després l'endemà al matí Timur va demanar una entrevista amb els caps que es va celebrar i on va utilitzar els mateixos arguments. Després va passar un dia i els tres caps van tenir conflictes entre ells però finalment van decidir renovar el seu compromís amb el virrei jat ¡ i van marxar per la riba del riu a la recerca d'un gual o lloc ideal per travessar el riu; Timur pel seu costat va fer el mateix però per l'altre costat del riu; a Balkh van acampar altre cop les dues parts, cadascuna a un costat del riu. L'endemà es va formar l'exèrcit jat en tres divisions i van trobar un gual per on van travessar i van acampar a la riba d'un rierol. Timur va preparar els seus homes, 1500 cavallers però excel·lents i molt superiors als adversaris; Timur no va permetre un atac sorpresa a la nit al campament enemic. Al matí, l'enemic va avançar en tres divisions, amb intenció d'envoltar a les forces de Timur, que van formar amb dues divisions. Llavors va arribar la noticia de que l'amir Sulayman Barles i els altres caps, havien creuat el riu mes amunt i es dirigien cap al lloc. També l'enemic devia rebre reforços perquè l'endemà es diu que van avançar amb 20.000 homes el que vol dir que havien triplicat els efectius; potser es una exageració de Timur. El combat va durar tot el dia amb obstinació fins que finalment les forces jats van abandonar el campament que fou saquejat per la gent de Timur. >
Amb el temps Timur va poder atreure a alguns dels fidels del seu rival Amir Husayn o que no estaven amb ningú. Mengli Bugha Sulduz fou un d'ells. Va passar al servei de Timur vers el 1367. El 1406 apareix ja el seu fill Pir Ali Taz Suldus, amir al servei de Pir Muhammad ibn Jahangir i que exercia el control sobre la zona de Shadman al Čaghaniyan